# Théodore-Louis-Antoine Broët
Pour les articles homonymes, voir Broët.
Théodore-Louis-Antoine Broët, né le 28 février 1870 à Pierrelatte et mort le 14 septembre 1908 à Saint-Gédéon, est un homme politique québécois.